# Javra thuringiaca
Javra thuringiaca är en stekelart som först beskrevs av Otto Schmiedeknecht 1905.  Javra thuringiaca ingår i släktet Javra och familjen brokparasitsteklar. Inga underarter finns listade i Catalogue of Life.